# Municipio de Padonia
El municipio de Padonia (en inglés: Padonia Township) es un municipio ubicado en el condado de Brown en el estado estadounidense de Kansas. En el año 2010 tenía una población de 234 habitantes y una densidad poblacional de 2,19 personas por km².

## Geografía
El municipio de Padonia se encuentra ubicado en las coordenadas 39°57′4″N 95°30′4″O / 39.95111, -95.50111. Según la Oficina del Censo de los Estados Unidos, el municipio tiene una superficie total de 106.95 km², de la cual 106,82 km² corresponden a tierra firme y (0,12 %) 0,13 km² es agua.

## Demografía
Según el censo de 2010, había 234 personas residiendo en el municipio de Padonia. La densidad de población era de 2,19 hab./km². De los 234 habitantes, el municipio de Padonia estaba compuesto por el 82,05 % blancos, el 15,38 % eran amerindios, el 0,43 % eran asiáticos y el 2,14 % eran de una mezcla de razas. Del total de la población el 3,42 % eran hispanos o latinos de cualquier raza.